# 중성지방
중성지방(中性脂肪, 영어: neutral fat, true fat, Triglyceride)은 글리세라이드를 실용적으로 사용할 때에 이르는 말이다. 동물에서는 지방 조직으로서 피부밑, 창자간막, 근육 외의 장기 표면 등에, 식물에서는 주로 종자에 축적한다.

## 글리세라이드
글리세라이드(glyceride)는 글리세린의 지방산 에스터를 통틀어 이르는 말이다. 동식물 유지(油脂)의 주성분이며, 도료ㆍ비누 따위의 원료로 쓰이기도 한다.

## 같이 보기
- 콜레스테롤
- 대사 증후군(메터볼릭 신드롬)
- 콜레스테롤
- 불포화지방산